# 춤을 출수록 아름답다
《춤을 출수록 아름답다》는 2009년에 중국에서 방송된 댄스 서바이벌 오디션 프로그램이다. 이 프로그램을 통해 합격한 멤버들은 JYP엔터테인먼트에 트레이닝을 거쳐 정식가수로 데뷔하게 된다.